# Psychotria stricta
Psychotria stricta är en måreväxtart som beskrevs av Karl Moritz Schumann. Psychotria stricta ingår i släktet Psychotria och familjen måreväxter. Inga underarter finns listade i Catalogue of Life.